# Rush-Gletscher
Der Rush-Gletscher ist ein 6,5 km langer Gletscher in den Solvay Mountains auf der Brabant-Insel im Palmer-Archipel westlich der Antarktischen Halbinsel. Er fließt westwärts und mündete ursprünglich zwischen dem Fleming Point und dem Humann Point in die Dallmann-Bucht. Durch den Rückzug des Gletschers zu Beginn des 21. Jahrhunderts liegt seine Mündung nunmehr in der Buragara Cove, einer Nebenbucht der Dallmann-Bucht, die zuvor von den Eismassen des Gletschers verdeckt war.
Der Gletscher erscheint namenlos auf argentinischen Karten aus dem Jahr 1953. Fotografiert wurde er zwischen 1956 und 1957 durch die Hunting Aerosurveys Ltd. Diese Luftaufnahmen dienten der Kartierung im Jahr 1959. Das UK Antarctic Place-Names Committee benannte den Gletscher nach dem US-amerikanischen Arzt und Philanthropen Benjamin Rush (1745–1813), einem der Unterzeichner der Unabhängigkeitserklärung der Vereinigten Staaten und damit einer der Gründerväter der USA.